# 司馬虓
司馬虓（270年—306年），字武會，河內溫縣人。西晉宗室，范陽王司馬綏之子，祖父是晉宣帝司馬懿弟弟司馬馗。曾參與八王之亂，協助司馬越擊敗司馬顒，官至司空。

## 生平
司馬虓年少時已因好學而為人所知，擅於研究經記及辯論。咸寧五年（279年），父親司馬綏逝世，司馬虓繼承范陽王爵位。後以宗室身為獲任命為散騎常侍，後遷任尚書。及後又出任安南將軍、都督豫州諸軍事、持節，鎮守許昌，後進任征南將軍。
永安元年（304年），河間王司馬顒和成都王司馬穎的聯軍攻陷長沙王司馬乂鎮守的首都洛陽，掌握了朝政。又廢太子司馬覃，表司馬穎為皇太弟。及後東海王司馬越與晉惠帝一同親征司馬穎但失敗，晉惠帝更在戰亂中被司馬穎軍被擄，送往鄴城。建武元年（304年），王浚與東瀛公司馬騰聯手，殺司馬穎任命的幽州刺史和演，並起兵討伐司馬穎。王淩得勝後司馬穎帶晉惠帝逃回洛陽。司馬虓與東平王司馬楙及鎮東將軍周馥等人上表要求晉惠帝交關右地區給河間王司馬顒管理，又推介王戎和東海王司馬越輔政，又建議封賞王浚和發還司馬穎大將張方到本官在的馮翊郡駐守。後又上表要求廢掉司馬穎的爵位。司馬虓後即率領部眾移駐滎陽。
司馬顒及帶晉惠帝到根據地長安，又廢司馬穎皇太弟之位，命他回到府第。司馬虓此時則與堂兄平昌公司馬模及長史馮嵩等推司馬越為盟主。永興二年（305年），司馬穎舊將汲桑與公師藩起兵支持成都王，進攻北方諸郡並威脅鎮守鄴城的司馬模，司馬虓派部將苟晞營救。司馬越及後任命司馬虓為驃騎將軍，持節領豫州刺史，都督河北諸軍事，原刺史劉喬認為司馬虓不是晉惠帝正式任命，不接受司馬越的差遣，並起兵攻向司馬虓的根據地許昌，又命長子劉祐抵抗司馬越的進攻，令司馬越大軍不能前進。司馬虓知道劉喬進攻後便逃到河北，得到王浚出八百騎兵支援，又自領冀州刺史，與是由冀州起兵，在滎陽斬司馬穎將領石超，並擊退劉喬。又派部將劉琨和田徽迎接司馬越大軍，在廩丘攻擊司馬楙，司馬楙兵敗逃回東平國。劉琨和田徽於是繼續前進，在譙國和劉祐軍相遇，最終擊破並斬殺劉祐，劉喬軍因而潰敗，司馬越大軍亦得以前進。司馬顒見劉喬兵敗，於是殺死張方試圖讓司馬越罷兵，但不果；同時王浚所派將領祁弘先一步進逼長安，司馬顒唯有出逃。後司馬越護送晉惠帝回洛陽，司馬虓因功而升任司空，鎮守鄴城。
永興三年（306年）十月，司馬虓病卒，享年三十七歲。司馬虓死前將逃回北方的司馬穎幽禁，但沒有處死。司馬虓死後，長史劉輿怕鄴城人民知道司馬虓之死而擁立甚得人心的司馬穎，於是秘不發喪，假稱得到詔命而賜死司馬穎。

## 子女
- 司馬黎，司馬模之子，因司馬虓無子而獲繼承范陽王爵位。

## 延伸阅读
[在维基数据编辑]
 《晉書·卷037》，出自房玄齡《晉書》

| 前任： 父司馬綏 | 晉朝范陽王 279年—306年 | 繼任： 養子司馬黎 |
| 官衔            |                        |                   |
| 前任： 司马越   | 西晉司空 306年         | 繼任： 王衍       |